# Megalonema psammium
Megalonema psammium es una especie de pez de la familia Pimelodidae en el orden de los Siluriformes.

## Hábitat
Es un pez de agua dulce. y de clima tropical.

## Distribución geográfica
Se encuentran en Sudamérica:  cuenca del lago Maracaibo.